# 長光寺 (飯能市)
長光寺（ちょうこうじ）は、埼玉県飯能市にある曹洞宗の寺院。

## 歴史
1366年（貞治5年）、通海によって開山された。その後、室町時代中期に岡部忠正によって中興された。忠正は平忠度を討ち取ったことで知られる岡部忠澄の末裔である。
岡部忠澄ゆかりの埼玉県深谷市の普済寺の寺紋は「丸に十字」であるが、当寺も同一である。
墓地には、岡部一族や歴代住職の墓がある。

## 文化財
- 雲版（重要文化財 昭和44年6月20日指定）[2]
- 長光寺惣門（埼玉県指定有形文化財 昭和33年3月20日指定）[3]
- 長光寺本堂（埼玉県指定有形文化財 平成5年3月10日指定）[4]
- 長光寺三門（飯能市指定文化財 平成11年7月30日指定）[5]
- 木造阿弥陀如来及び両脇侍像付胎内納入品（飯能市指定文化財 令和4年3月23日指定）[5]

## 交通アクセス
- 路線バス八坂橋停留所より徒歩3分。